# Bourouba
Bourouba è un comune dell'Algeria, situato nella provincia di Algeri.

## Geografia fisica
Bourouba si trova a circa 10 km a sud-est di Algeri.

## Storia
Il comune di Bourouba è stato creato nel 1984 dai quartieri che prima facevano parte del comune di El Harrach.

## Geografia antropica
I principali quartieri di Bourouba sono: Les cités PLM, La Faïence, L’Urgence, Diar El Afia, El Istiqlal, Vidal, Dussolier, Boubsila, Haï El Djebel (La Montagne), Sainte Corinne, La Prise d'Eau, Egeco, Eucalyptus, La CNEP, Ben Boulaid, Cité Chahid Hadji Moussa.

## Infrastrutture e trasporti
Bourouba ha una stazione degli autobus e diverse stazioni della metropolitana limitrofe (Bachdjarah-Tennis, Bachdjarah, El Harrach Gare) che consentono un facile accesso ai comuni limitrofi (come El Harrach) e al centro di Algeri.

## Sport

### Calcio
- Jil Saad Haï Djebel, militante nel campionato di terza divisione algerino